# Ґраяускай (Расейняйський район)
Ґраяускай (Grajauskai) — село у Литві, Расейняйський район, Аріогальське староство. 2001 року в селі проживало 132 людей, 2013-го — 112. Розташоване за 1 км від хутора Пігайняй, 3 км — Ленчяя, 4 км — від Аріогали.

## Принагідно
- Grajauskai

| Литва | Це незавершена стаття з географії Литви. Ви можете допомогти проєкту, виправивши або дописавши її. |